# Aubigny-les-Pothées
Aubigny-les-Pothées ist eine französische Gemeinde mit 306 Einwohnern (Stand 1. Januar 2022) im Département Ardennes in der Region Grand Est (vor 2016: Champagne-Ardenne). Sie gehört zum Arrondissement Charleville-Mézières, zum Kanton Signy-l’Abbaye und zum Gemeindeverband Ardennes Thiérache.

## Geographie
Die Gemeinde liegt im 2011 gegründeten Regionalen Naturpark Ardennen und wird vom Fluss Audry durchquert. Umgeben wird Aubigny-les-Pothées von den Nachbargemeinden Blombay im Norden, Vaux-Villaine im Nordosten, Lépron-les-Vallées im Südosten, Signy-l’Abbaye im Süden, Marlemont im Südwesten, Logny-Bogny im Westen sowie Cernion im Nordwesten.

## Geschichte
Auf dem Territorium der Gemeinde wurden zwei merowingische Friedhöfe aus dem sechsten und siebten Jahrhundert entdeckt.
Während des Hundertjährigen Krieges wurde das Dorf von den Armagnaken belagert.
In der Schlacht bei Rocroi wurde Aubigny-les-Pothées 1643 niedergebrannt.
Zu Beginn des Ersten Weltkriegs 1914 diente die Dorfkirche als einfaches Krankenhaus.

## Bevölkerungsentwicklung
| Jahr                       | 1962 | 1968 | 1975 | 1982 | 1990 | 1999 | 2005 | 2015 | 2019 |
| Einwohner                  | 375  | 410  | 392  | 360  | 319  | 319  | 324  | 319  | 310  |
| Quellen: Cassini und INSEE |      |      |      |      |      |      |      |      |      |

## Sehenswürdigkeiten
- Kirche Saint-Martin, erbaut 1851
- Karmel Fontaine Olive, erbaut 1973

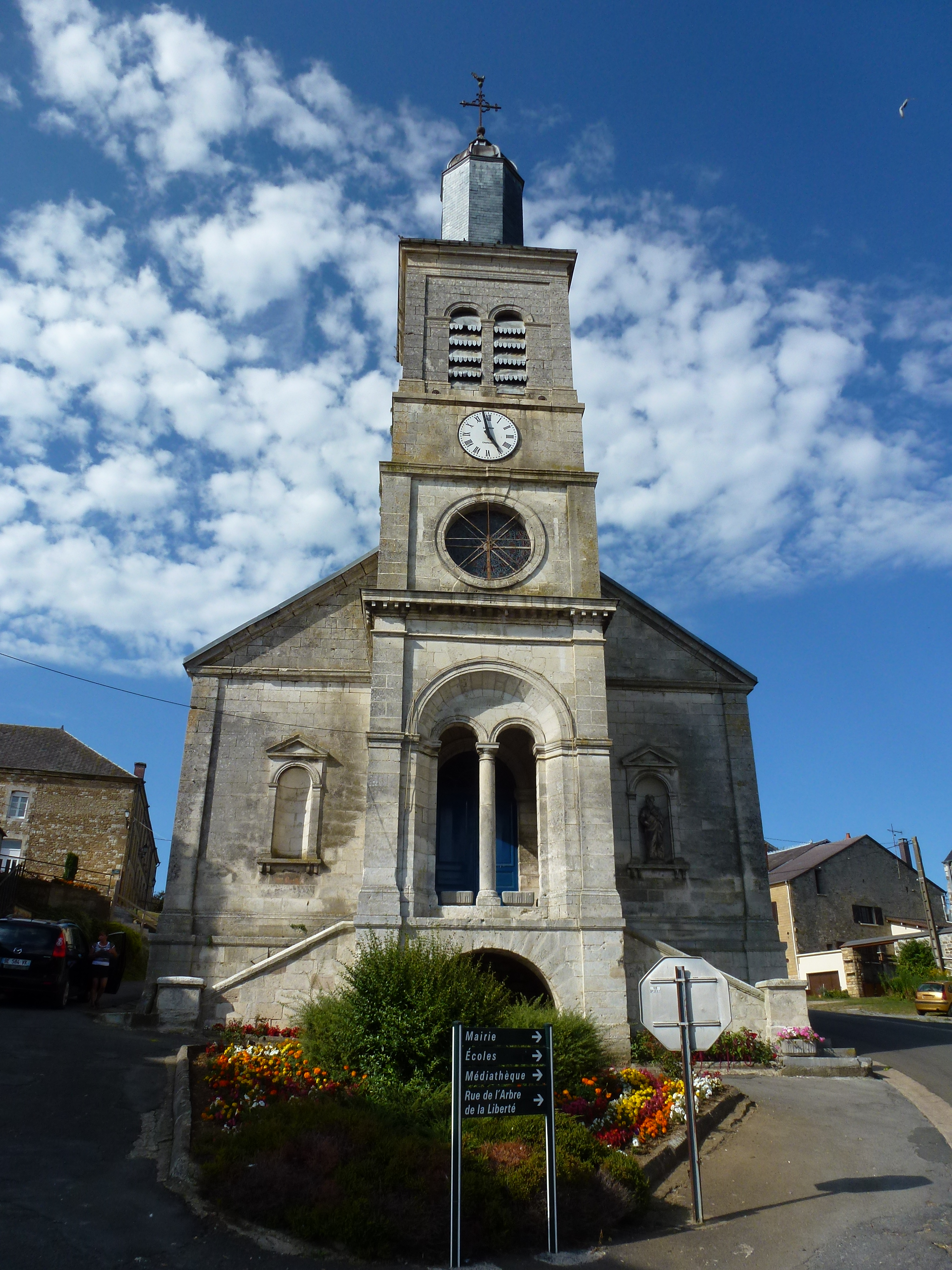
Kirche Saint-Martin